# Stilfontein
Stilfontein est une ville minière d'Afrique du Sud située à  145 km au sud-ouest de Johannesburg, dans la province du Nord-Ouest, et fondée en 1949. Sa population était de 17 942 habitants en 2011.

## Siège de la mine de Stilfontein
En 2024 des centaines de mineurs sont coincés pendant cinq mois au fond de l'ancienne mine d'or de Buffelsfontein, près de Stilfontein. Elle fait partie des nombreuses mines d'or abandonnées au cours des trois dernières décennies et reprises par des gangs qui les exploitent illégalement.
Sa sortie étant encerclée depuis août 2024 par la police dans le but d'arrêter ceux qui tenteraient de sortir. Selon la police, plus de 1 500 d'entre eux sont arrêtés après être remontés volontairement. Il s'agit principalement des étrangers en situation irrégulière venus du Mozambique, du Zimbabwe ou du Lesotho. La police est cependant accusée d'avoir coupé les dispositifs de remontée et de descente de matériel.
Le 1er décembre, un tribunal permet à des organisations humanitaires de descendre de la nourriture, de l’eau et des médicaments aux mineurs, à au moins 2 km sous terre. En 2025, après qu'un syndicat a saisi la Cour constitutionnelle, le gouvernement sud-africain est obligé par la Haute Cour de Pretoria de procéder à un « sauvetage ». Du 13 au 16 janvier 2025, 246 mineurs affamés par des mois de privation d'eau et de nourriture et 78 cadavres sont remontés,,. Au total, quatre-vingt-sept corps ont été remontés depuis le début du siège. Des survivants affirment « qu’avant [leur] sortie, certains mineurs ont eu recours à la consommation de viande humaine provenant d’autres mineurs décédés dans une tentative désespérée de rester en vie ».